# 松名
松名（まつな）は、愛知県弥富市の地名。松名一丁目から松名七丁目と松名町に字が2つある。

## 地理

### 字一覧
- 松名町江内（まつなちょうえうち）[WEB 5]
- 松名町堤外（まつなちょうていがい）[WEB 5]

## 歴史

### 人口の変遷
国勢調査による人口および世帯数の推移。
| 1995年（平成7年）  | 114世帯 439人 |  |
| 2000年（平成12年） | 116世帯 428人 |  |
| 2005年（平成17年） | 99世帯 354人  |  |
| 2010年（平成22年） | 125世帯 397人 |  |
| 2015年（平成27年） | 120世帯 350人 |  |

### 沿革
- 2006年（平成18年）4月1日 - 市制施行に伴い、海部郡弥富町大字松名が弥富市松名となる[WEB 5]。また、字島名を松名一丁目、字唐崎を松名二丁目、字吉田を松名三丁目、字中山を松名四丁目、字島田を松名五丁目、字比良を松名六丁目、字小松を松名七丁目、字江内を松名町江内、字堤外を松名町堤外とそれぞれ名称変更[WEB 5]。

## 施設
- 松月寺
- 松名公民館

### WEB
1. ↑  “愛知県弥富市の町丁・字一覧”.   人口統計ラボ. 2022年12月12日閲覧。
2. 1 2  総務省統計局 (2017年1月27日). “平成27年国勢調査の調査結果(e-Stat) - 男女別人口及び世帯数 －町丁・字等” (CSV). 2021年7月21日閲覧。
3. ↑  “愛知県弥富市の郵便番号一覧”.   日本郵便. 2022年12月12日閲覧。
4. ↑  “市外局番の一覧” (PDF).   総務省 (2022年3月1日). 2022年3月22日閲覧。
5. 1 2 3 4  弥富市役所 総務部 総務課 行政グループ (2015年2月19日). “弥富市住所一覧  旧弥富町” (pdf).   弥富市. 2022年12月14日閲覧。
6. ↑  総務省統計局 (2014年3月28日). “平成7年国勢調査の調査結果(e-Stat) - 男女別人口及び世帯数 －町丁・字等” (CSV). 2021年7月20日閲覧。
7. ↑  総務省統計局 (2014年5月30日). “平成12年国勢調査の調査結果(e-Stat) - 男女別人口及び世帯数 －町丁・字等” (CSV). 2021年7月20日閲覧。
8. ↑  総務省統計局 (2014年6月27日). “平成17年国勢調査の調査結果(e-Stat) - 男女別人口及び世帯数 －町丁・字等” (CSV). 2021年7月21日閲覧。
9. ↑  総務省統計局 (2012年1月20日). “平成22年国勢調査の調査結果(e-Stat) - 男女別人口及び世帯数 －町丁・字等” (CSV). 2021年7月21日閲覧。